# サボテンストア
座標: 北緯37度28分50秒 東経126度58分56秒 / 北緯37.48066度 東経126.98224度

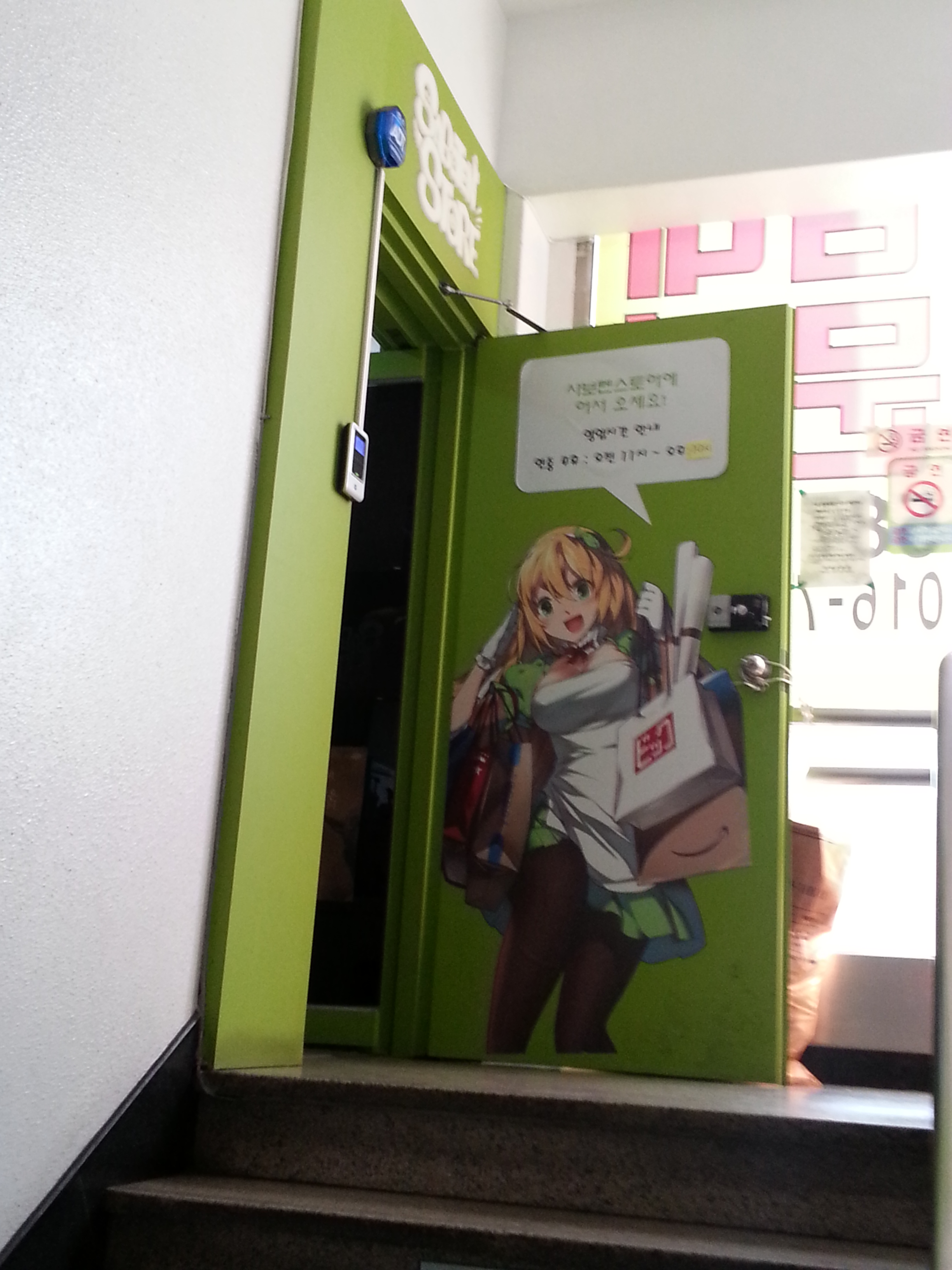
サボテンストア入り口(2階)

サボテンストア(朝鮮語: 사보텐 스토어)は株式会社SBT(朝鮮語: 주식회사 에스비티)が運営する同人誌等を販売する韓国の同人ショップ。

ソウル特別市銅雀区舎堂洞に店舗を構える他、通信販売も積極的に行っている。京畿道城南市に2号店(板橋店)を開設準備中。
また、2012年からケーキスクエア(朝鮮語: 케이크 스퀘어)という同人誌即売会を主催している同イベントはハンニョウル駅近くのソウル貿易展示コンベンションセンター(SETEC)で過去4回行われ、第5回目はコエックスにて2015年1月11日に開催された。

## 沿革
- 2011年9月　株式会社ＳＢＴ創立
- 2011年12月18日　新道林駅付近にサボテンストア開設
- 2013年2月　店舗を現位置に移転
- 2017年10月　閉店[6]

## 最寄り駅
- ソウル交通公社●2号線●4号線舎堂駅　11番出口から北に徒歩5分程。営業時間朝11時から夜8時。